# Llista de llacs de Ruanda
Aquesta és una llista dels principals llacs de Ruanda:

## Llacs

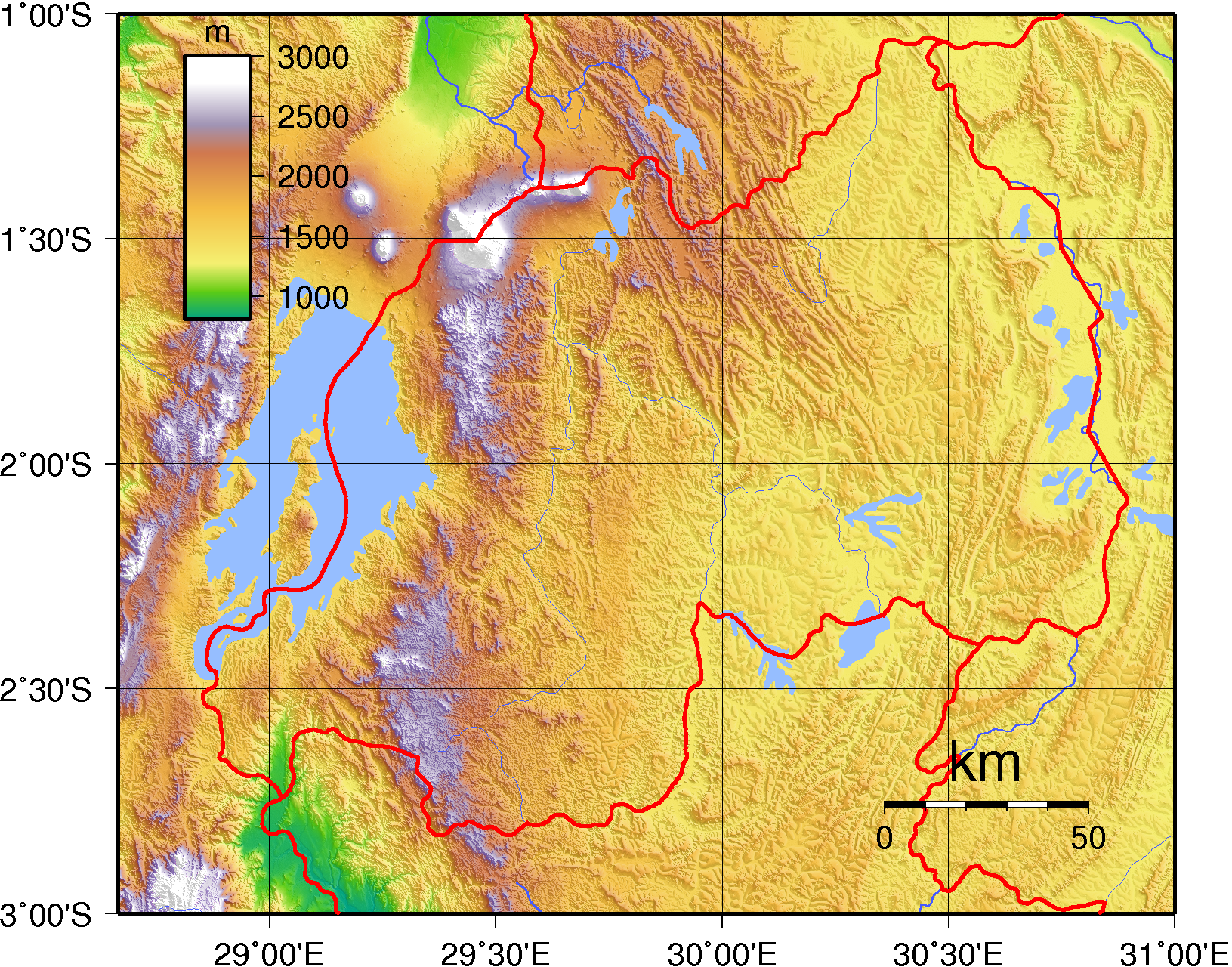
Mapa topogràfic de Ruanda que mostra alguns dels llacs. El llac Muhazi sembla massa estret per mostrar-se en aquest mapa.

- El llac Kivu, entre Ruanda i la República Democràtica del Congo, a l'oest, és, amb diferència, el més gran
- Llac Muhazi, a uns vint quilòmetres a l'est de Kigali: un llac estret i llarg que s'estén aproximadament a est-oest i s'estén cap al nord i el sud en diverses valls tributàries
- Llac Ihema, al Parc Nacional d'Akagera a l'extrem oriental del país, a la frontera amb Tanzània
- Llac Rweru al sud-est, que comparteix amb Burundi.
- Llac Burera, un llac de muntanya al nord (1862 metres sobre el nivell del mar)
- Llac Ruhondo, just al sud del llac Burera, separat d'ell per una columna vertebral de turons
- El llac Mugesera, prop de 30 km al sud-est de Kigali, és un llac estret format per cinc badies oriental o oest units al vessant occidental
- Llac Cohoha o Cyohoha Sud, al sud de Kigali a la frontera amb Burundi.

Hi ha diversos llacunes més petites i poc profundes a la regió plana i pantanosa entre el llac Mugesera i el llac Rweru.